# Lupinus luteolus
Lupinus luteolus är en ärtväxtart som beskrevs av Albert Kellogg. Lupinus luteolus ingår i släktet lupiner, och familjen ärtväxter. Inga underarter finns listade i Catalogue of Life.